# Online-Journalismus
Online-Journalismus (auch Onlinejournalismus genannt) verbindet klassische journalistische Darstellungsformen mit online-typischen Möglichkeiten der Interaktion und Kommunikation. Aufbauprinzip ist der nicht-lineare Hypertext bzw. Hypermedia, typisch sind dabei Teaser (Anreißer).
Zunächst entstanden online-journalistische Angebote als Internet-Präsenz bereits existierender Medien. Reine Online-Portale wie T-Online und AOL kamen ab der Mitte der 1990er-Jahre hinzu. Das „Web-First-Prinzip“ gilt heute häufig auch bei klassischen Presseerzeugnissen.

## Arbeitsbereiche
Zum Online-Journalismus zählen:
- Nachrichtenportale
- Webjournalismus (multimediale Angebote im World Wide Web) sowie auch z. B.
- Apps für Smartphones und Tabletcomputer,
- Newsletter per E-Mail,
- journalistisch moderierte Chat-Runden,
- Slideshows, Audio- und Videoclips (audiovisuelles Bewegtbild-Angebot)
- Umfragen, Rankings und weitere Angebote rund um die Folksonomy,
- allgemeine und personalisierte Service-Angebote (Datenbanken),
- journalistische Angebote per Blog und Twitter
- Konzeption von mehrmedialen Angeboten (Crossmedia) und
- Konzeption und Moderation von Online-Communitys bzw. Social-Media-Angeboten.

## Besonderheiten
Online-Medien sind als Hypertext entweder hierarchisch oder netzförmig unsequentiell strukturiert. Anders als Zeitungen (in denen sich auch blättern lässt) oder Rundfunk haben ihre Text-, Bild-, Film- und Tonbeiträge keine so vorgegebene Reihenfolge. Dennoch können etwa Startseite (Homepage), Teaser oder die Platzierung auf der einzelnen Webseite die Aufmerksamkeit des Nutzers lenken (Webtext). Seit Google durch seine Suchmaschinen-Ergebnisse das Verhalten vieler Nutzer stark beeinflusst, ist suchmaschinenoptimiertes Schreiben im Online-Journalismus wichtig.
Angebote des Online-Journalismus sind potenziell multimedial. Zu einem Thema wählen die Online-Journalisten geeignete Darstellungsformen und setzen es mediengerecht um (Text, Bild, Ton, Film). Platz- bzw. Zeitbeschränkungen fallen praktisch weg; Speicherplatz und Übertragungskapazität sind heute keine Restriktionen mehr.
Viele Vorgänge im Online-Journalismus sind mit denen im Offline-Journalismus identisch: Themenauswahl, Recherche, Produktion von Inhalten, Redigieren etc. Online-Medien haben jedoch keinen Redaktionsschluss, es sei denn, er wird gesetzt. Die Technik ermöglicht eine ständige Aktualisierung von Inhalten, einschließlich der Korrektur bereits publizierter Beiträge, aber auch eine Mehrfachnutzung von Content (Syndication).
Die onlinetypischen Kommunikationsmöglichkeiten lassen die Rezipienten – z. B. im Sinne von Brechts „Radiotheorie“ – selbst aktiv mitwirken (Newsgroups, Blogs, Wikis, Podcasting, Graswurzel-Journalismus). Das ermöglichte ursprünglich den Bürgern, ihre Themen in die Medien einzubringen. Die etablierten Medien nutzen solchen User-generated content heute zur Leser-Blatt-Bindung.
Im Gegensatz zu den Printmedien, die seit Jahren unter finanziellem Druck stehen (sei es, weil die kaum Rendite erwirtschaften oder weil die Verleger mehr als die tatsächlich erwirtschaftete Rendite erwarten), wird der Online-Journalismus als zukunftsträchtig empfunden. Klassische Verleger wie der Axel-Springer-Verlag oder die Spiegel-Gruppe bieten verstärkt redaktionelle Inhalte bezahlungspflichtig an. Andere Anbieter wie faz.net oder Handelsblatt hatten dies schon lange vor ihnen praktiziert.

## Darstellungsformen
Zwei Kategorien von onlinejournalistischen Darstellungsformen lassen sich unterscheiden:
1. Die klassischen senderorientierten Formen können vom Webserver abgerufen und oft auch kommentiert werden (daher auch interaktiv). Sie stammen aus den klassischen journalistischen Massenmedien wie Presse und elektronischen Medien, haben sich durch das Online-Medium jedoch verändert.
Beispiele:
- Die informierenden Darstellungsformen wie Meldung, Nachricht, Bericht, ebenso wie die Reportage und das Netzdossier, aber auch der Newsletter, siehe auch Webtext.
- Kommentierende Darstellungsformen, wie die Kritik oder die Glosse; Beispiel: Bastian Sicks Kolumne „Zwiebelfisch“ bei Spiegel Online. Kommentare tauchen online sonst eher als Userbeitrag auf.
- Einen wesentlichen Teil journalistischer Online-Angebote machen Servicebeiträge wie Ratgeber-Texte, Fragebögen und Umfragen aus. Solchen Anwendungen wie Selbsttests oder Gehaltsrechnern liegen oft Datenbanken zugrunde.
- Audio-Slideshow – eine Kombination von animierten Fotos mit einer Tonspur.

2. Kommunikationsorientiert sind demgegenüber diejenigen Formen, bei denen mindestens zwei User sich austauschen, von der E-Mail über das Diskussionsforum bis zum Chat. Blogs zählen ebenso dazu wie Wikis oder Podcasting, also der gesamte User-generated content. Obwohl sie teilweise älter sind als das Web, werden sie gelegentlich unter dem Schlagwort Web 2.0 zusammengefasst. Alle diese Formen sind modulare Bestandteile einer Online-Community. Wenn die Beziehungen der User untereinander in den Vordergrund treten – ihre Vernetzung, gegenseitige Bewertungen, Austausch von Fotos, Videos, Bookmarks u. a. spricht man von Folksonomy.
Beispiele:
- Blogs, verknüpfen das chronologische Tagebuch mit Hypermedia und einem einfachen Content-Management-System (CMS). Ein User oder mehrere veröffentlichen im Blog, was sie für mitteilenswert halten (Text, Bild, Audio, Video), andere kommentieren es. Blogs werden vermehrt als Medium wahrgenommen, die zur Förderung der Pressefreiheit beitragen. Manche gewinnen für ihren Beitrag zur Pressefreiheit als Form des Online-Journalismus sogar Preise, z. B. bei The BOBs.
- Podcasting: Die User stellen Audio- oder Videobeiträge online, bewerten sie und vernetzen sie miteinander.
- Wikis arbeiten mit einem standardisierten CMS. Es erlaubt dezentrales, hierarchiefreies Arbeiten mit Hypertext: Alle User können neue Beiträge erstellen, bestehende bearbeiten und miteinander verlinken.
- E-Mail stellt die Grundlage der Kommunikation zwischen User und Redaktion sowie der User untereinander dar. Verwandte Formen sind SMS und die multimediale MMS via Mobilkommunikation.
- Mailinglisten ermöglichen den Gedankenaustausch per E-Mail innerhalb einer thematisch festgelegten Community.
- Web-Foren gehen auf den klassischen Internet-Dienst der Newsgroups zurück: Wie an einem Schwarzen Brett werden Anfragen und Angebote veröffentlicht (meist moderierte Foren).
- Beim Chat plaudern (engl. to chat: schnattern) beliebig viele User per Tastatur miteinander. Onlinejournalistische Chats sind fast immer moderiert. Neben dem reinen Textchat gibt es Formen mit multimedialen Effekte: dreidimensionalen Figuren, Bild und Sound.
- Journalisten und Redaktionen nutzen Social-Media-Angebote wie Facebook oder Twitter zur Recherche und zur Öffentlichkeitsarbeit.
- Als Weiterentwicklung können virtuelle Welten wie Second Life gelten, in denen die mediale Welt mit ihrer Userkommunikation ein Eigenleben neben der realen entfaltet.

## Technik
Von Online-Journalisten werden vertiefte Kenntnisse und Fähigkeiten im Einsatz von Hardware und Software erwartet. Waren in der Anfangszeit des Online-Journalismus HTML-Kenntnisse unverzichtbar, können sich dank der Entwicklung des Content-Management Mitarbeiter in der Online-Redaktion heute mehr auf ihre journalistischen und konzeptionellen Aufgaben konzentrieren. Dazu zählt vor allem die Syndication, der Austausch digitalen Contents (siehe auch XML, Web-Feed).
Neben der Fähigkeit, mit WYSIWYG-Editoren umzugehen, wird außerdem Know-how im Bereich Suchmaschinen-Optimierung erwartet. Daneben treten vermehrt Kenntnisse in der digitalen Bildbearbeitung sowie der Audio- und Videobearbeitung (Download, Streaming Media).
Beim Tablet-Journalismus wird der Nutzer mobiler Endgeräte in die Arbeit am User Generated Content eingebunden, indem er beispielsweise Bilder oder Kommentare hochlädt und diese dann anderen Benutzern im Rahmen der Berichterstattung zur Verfügung gestellt werden.

## Kritik
Webseiten von Medien vermischen häufig redaktionellen Inhalt und Werbung in unzulässiger Weise. Oft ist für den User nicht transparent, wo es sich um bezahlten (Werbung) oder redaktionellen Inhalt handelt.
Bei vielen onlinejournalistischen Angeboten wird kritisiert, dass sie die Möglichkeiten der Multimedialität, also die Wahl des jeweils geeigneten Kommunikationskanals, unzureichend ausschöpfen. Weitergehend auch, dass es Onlinejournalismus von Verlagshäusern außer als Zweitverwertung von Printnachrichten kaum gebe.
Mangelnde Transparenz der Quellen: Copy-and-Paste-Journalismus vernachlässigt in noch stärkerem Maße als bei Offline-Medien die Recherche. Zum einen werden oft ungeprüft Inhalte aus Internet-Quellen übernommen. Zum anderen stammen Informationen wie im klassischen Journalismus nicht selten von anderen Offline-Medien oder aus Agentur- und Pressemeldungen, werden unkritisch übernommen und spätere Richtigstellungen oder Dementis von diesen verpasst. Bei einem mehrfach aktualisierten Online-Beitrag bleibt für die User häufig auch unklar, wie die ursprüngliche Information im Laufe des Tages verändert wurde und warum.
Der Deutsche Presserat hat 2008 den Geltungsbereich des Pressekodex und damit der Selbstkontrolle auch auf den Online-Journalismus außerhalb des Rundfunks ausgedehnt.
Wie problematisch Online-Journalismus sein kann, demonstrierte die Stuttgarter Zeitung am 28. Januar 2012. Beim Testlauf einer technischen Umstellung stellte die Online-Redaktion einen Blindtext mit der Überschrift „Merkel tritt zurück“ ins Netz. Für eine Viertelstunde war der fiktive Text im Internet abrufbar. Die Redaktion bat später um Entschuldigung für diese Panne.

## Vorteile
Trotz großer Sorgfalt bei Journalisten und Redaktionen kam und kommt es immer wieder vor, dass Zeitungen fehlerhafte Meldungen veröffentlichen. Manchmal entwickelt die veröffentlichte „Falschinformation“ ein Eigenleben und verdrängt die tatsächlich richtige Information. Einige Onlineseiten bieten deshalb Korrespondenzlinks wie „Fehler im Artikel melden“; andere reagieren auf Feedbacks, die Leser an die im Impressum genannte Mailadresse schicken. Manchmal wird diese Änderung auch transparent gemacht. Je schneller ein Fehler entdeckt und korrigiert wird, desto weniger Leser lesen eine falsche Information.

## Ausbildung
Bereits seit dem Wintersemester 2001 bietet die Hochschule Darmstadt (h_da) den Studiengang Online-Journalismus an (zunächst Diplomstudiengang, jetzt Bachelor). Neben journalistischem Theorie- und Praxiswissen für Print-, TV- und Radio-Journalisten werden online-spezifische Inhalte gelehrt. Im Hauptstudium können die Studierenden zwischen den Schwerpunkten Online-Journalismus und Public Relations wählen. An der Technischen Hochschule Köln gibt es den Studiengang „Online-Redakteur“. Seit dem Wintersemester 2008/2009 bietet die Leipzig School of Media berufsbegleitend den Masterstudiengang „New Media Journalism“ an. Redakteure werden hier insbesondere im Hinblick auf die spezifischen Anforderungen des Online-Journalismus und des crossmedialen Publizierens hin weitergebildet. Seit September 2010 bietet das SAE Institute den Studiengang „Digital Journalism Diploma“ an.
Vollzeit-Lehrgänge von sechs Monaten sowie berufsbegleitende Lehrgänge in fünf Modulen zu Online-Journalismus, Video-Journalismus und zur Pressearbeit Crossmedia hat die Münchner Journalistenakademie im Programm.